# Easky
Easky (Iers: Iascaigh) is een plaats in het Ierse graafschap Sligo.